# Mimetismo molecolare
Il mimetismo molecolare è una delle strategie di mimetismo usate dai microrganismi per sfuggire agli attacchi dell'organismo ospite.
Un esempio di mimetismo molecolare è quello svolto da Streptococcus pyogenes, che, modificando la propria capsula, modifica il suo assetto antigenico, rendendosi irriconoscibile come agente patogeno all'ospite, in particolar modo modifica la sua capsula sintetizzandone una di acido ialuronico, rendendosi così innocuo al cospetto dell'ospite.
Un ulteriore esempio di "mimetismo molecolare" è quello svolto dai fattori di rilascio RF1, RF2 e RF3. Nel caso della sintesi proteica, questi fattori di rilascio, che sono proteine, simulano l'azione di un tRNA liberando la proteina neoformata. I RF1 RF2 e RF3 funzionano come fattori di rilascio per i batteri, mentre solo RF1 ed RF3 sono di estrema importanza nell'ultima fase della sintesi proteica per gli eucarioti.